# Ilford XP
 
XP —  хромогенна чорно-біла плівка від виробника Ilford Photo.Вперше була представлена у вересні 1980 року на виставці photokina і надійшла у продаж у січні 1981 року. З того часу прогресувала через низку версій, а XP2 Super є останньою що виготовляється на данний момент. Основним конкурентом Ilford XP2 Super був Kodak BW400CN, знятий з виробництва в 2014 році. 
Таким чином станом на 2020 рік Ilford XP2 Super є єдиною чорно-білою плівкою на ринку, яку можна проявити за допомогою процесу C-41 .
Як хромогенна плівка, XP2 уникає обмежень Digital ICE, тож  має таку ж широту експозиції, як кольорова негативна плівка, тому її можна експонувати з індексом світлочутливості від ISO 50/18° до 800/30° на одному рулоні та проявляти за традиційним методом обробки C-41 .
У 2013 році компанія Ilford представила свою чорно-білу одноразову камеру, яка пропонує 27 знімків на плівку XP2 Super.

## Список джерел
1. ↑  "Archived copy" (PDF). Archived from the original (PDF) on 2016-06-04. Retrieved 2016-05-23.{{cite web}}:  CS1 maint: archived copy as title (link)
2. ↑  Ilford History and Chronology. Процитовано 23 травня 2014.

## Зовнішні посилання
- Ilford XP2 Super
- Як стріляти в Ilford XP2 Super